# Молох (ТВ филм)
„Молох” је југословенски ТВ филм из 1964. године. Режирао га је Јован Коњовић а сценарио је написао Павле Угринов по делу Вељка Петровића.

## Улоге
| Глумац                | Улога |
| --------------------- | ----- |
| Татјана Бељакова      |       |
| Карло Булић           |       |
| Ксенија Јовановић     |       |
| Ингрид Лотариус       |       |
| Слободан Цица Перовић |       |
| Виктор Старчић        |       |
| Рената Улмански       |       |